# منظره‌ای از تولدو
منظره‌ای از تولدو یکی از آثار ال گرکو،نقاش منریستی قرن ۱۶ میلادی است. این اثر اکنون در موزه متروپولیتن نیویورک نگهداری می‌شود. این اثر یکی از دو منظره نگاری باقی‌مانده از ال گرکواست. اثر دیگر با عنوان منظره و نقشه شهر تولدو، اکنون در موزه دل گرکو در تولدو،اسپانیا نگهداری می‌شود.

## درباره اثر
تا قبل از این، هیچ منظره‌ای به این شکل در تاریخ هنر کشیده نشده بود. عنصر اساسی که از این منظره غایب است، احساس فضا و فاصله‌است. در ازای آن در این منظره نگاری، احساسی وجود دارد که معمولاً فقط به وسیله فیگور انسانی القا می‌شود:احساس درام و فعالیت. آسمان به شکلی فاجعه بار توسط هجوم ابرهای پر تشویش، شکافته شده؛در حالی که زمین برای تصادم با آسمان به سمت بالا حرکت می‌کند. حرکت جاده‌های تپه‌ای، که از روی هم می‌گذرند، و در عین حال از هم فاصله می‌گیرند، نقشه‌ای تزئینی و پویا را از مثلث‌هایی به هم بافته شده تشکیل می‌دهد. نقشه تولدو در این اثر تعمداً در هم ریخته و جا به جا شده‌است:کلیسای جامع در جای اشتباه قرار گرفته و معماری قلعه‌های پل آلکانترا تغییر کرده‌است.
خشم تهدیدکننده‌ای که در فضای اثر موج می‌زند، پشت مهم‌ترین و معروف‌ترین بناهای شهر تشدید شده‌است:کلیسای جامع و قلعه. خشم رعب‌آمیز آسمان این دو قدرت شهر را نشانه گرفته‌است:قدرت کلیسا و قدرت دولت.